# Inkwizycja w Czechach
Dzieje inkwizycji w Czechach obejmują okres blisko dwustu pięćdziesięciu lat począwszy od roku 1257, choć o stałym jej funkcjonowaniu można mówić jedynie przez około sto lat od ok. 1315/18 do ok. 1415. Ta kościelna instytucja powołana do walki z herezjami przybrała w tym kraju dość specyficzną postać, gdyż od połowy XIV wieku była podporządkowana bezpośredniej kontroli arcybiskupa metropolity praskiego, podczas gdy regułą było podleganie inkwizycji wyłącznie Stolicy Apostolskiej.
Pod względem geograficznym „czeska inkwizycja” obejmowała swą działalnością jedynie obszary rdzennie czeskie, tj. Czechy i Morawy, od 1344 tworzące pod względem kościelnym metropolię praską. Śląsk, pomimo że od 1327 podlegał monarchii czeskiej, pod względem kościelnym należał do polskiej metropolii gnieźnieńskiej i był objęty jurysdykcją inkwizytorów z polskiej prowincji dominikańskiej.

## Okres 1257–1318

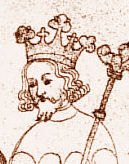
Przemysł Ottokar II, inicjator powołania pierwszych inkwizytorów dla ziem czeskich

Pierwszych inkwizytorów w Czechach mianował papież Aleksander IV (1254–1261) w dniu 17 kwietnia 1257 roku, na prośbę króla Przemysła Ottokara II. Zostali nimi franciszkanie Bartłomiej z Brna i Lambert Niemiec. Ich nominacja była spowodowana prawdopodobnie pojawieniem się w sąsiedniej Austrii grupy waldensów, która być może już wtedy przenikała do Czech. Nic jednak nie wiadomo o jakiejkolwiek działalności tych inkwizytorów ani o ich ewentualnych następcach w XIII wieku. Bez wątpienia natomiast na początku XIV wieku w Czechach nie było papieskiej inkwizycji, gdyż antyheretyckie uchwały synodu w Pradze w 1301 nakazywały denuncjowanie heretyków jedynie urzędnikom biskupim, nie wspominając o inkwizytorach papieskich.
W 1315 biskup Pragi Jan IV z Dražic polecił wszczęcie postępowania inkwizycyjnego przeciwko kilkunastu osobom podejrzanym o herezje, w tym przeciwko włoskiemu lekarzowi Rychardynowi z Pawii. Inkwizytorami biskupimi zostali franciszkanin Walter, tytularny biskup Sury, oraz Tomasz Blasius, dziekan ze Stara Boleslav (późniejszy archidiakon Pragi). Z nieznanych bliżej powodów dochodzenie to zakończyło się ostrym konfliktem między biskupem a jego inkwizytorami. Biskup odmówił zatwierdzenia wyroków śmierci wobec czternastu skazanych heretyków i nakazał ich uwolnienie. W rezultacie został oskarżony o sprzyjanie herezji. Papież Jan XXII uznał zarzuty za dostatecznie uzasadnione i zawiesił biskupa w pełnieniu obowiązków do czasu wyjaśnienia sprawy, a także mianował w Królestwie Czech papieskich inkwizytorów.

## Okres 1318–ok. 1353

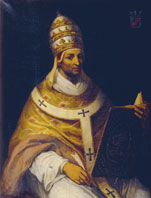
Papież Jan XXII

1 maja 1318 Jan XXII mianował dominikanina Koldę z Koldic i franciszkanina Hartmanna z Pilzna papieskimi inkwizytorami w Królestwie Czech. Mieli oni działać wspólnie na obszarze diecezji praskiej i ołomunieckiej. Kolda zmarł w 1327 i zastąpił go mianowany przez Jana XXII dominikanin Rudolf, natomiast Hartmann, będący także polsko-czeskim ministrem prowincjalnym franciszkanów, sprawował urząd do 1335.
Nowy trybunał napotykał liczne trudności w działaniu. Inkwizytor Kolda z Koldic szybko popadł w spór z władzami miejskimi Pragi i praskim kanonikiem Michaelem Folclinim. Dwukrotnie musiał opuszczać miasto, gdyż grożono mu śmiercią. Również duchowieństwo diecezjalne niechętnym okiem patrzyło na zdominowaną przez zakonników inkwizycję. Natomiast biskup Jan z Dražic, po oczyszczeniu się z zarzutów wspierania heretyków i powrocie do swej diecezji w 1329, udzielił inkwizycji zdecydowanego wsparcia.
W 1335 papież Benedykt XII odwołał z urzędu Rudolfa i Hartmanna z Pilzna i dokonał podziału terytorialnego Czech między nowo mianowanych inkwizytorów. Dominikanin Gallus z Neuhaus został inkwizytorem w diecezji praskiej, a franciszkanin Piotr z Naceradca inkwizytorem w diecezji ołomunieckiej. O Piotrze z Naceradca nic więcej nie wiadomo, natomiast Gallus w latach 30. i 40. XIV wieku prowadził zakrojone na dużą skalę śledztwo przeciwko heretykom (głównie waldensom) w południowych Czechach. Objęło ono prawdopodobnie kilka tysięcy osób, przy czym oskarżeni byli niemal bez wyjątku narodowości niemieckiej. Jego działalność prowadziła do licznych sporów jurysdykcyjnych, wywołała też czynny opór heretyków. Jego przeciwnicy zarzucali mu arbitralność działań, a on z kolei zarzucał swym oponentom sprzyjanie heretykom. Kilkakrotnie organizowano zamachy na życie inkwizytora. Zmarł on około 1353 prawdopodobnie wskutek ran odniesionych w jednym z takich zamachów.
Równolegle z inkwizycją papieską nadal funkcjonowała w Czechach inkwizycja biskupia. Od 1329 do 1345 urząd inkwizytora biskupiego w diecezji praskiej ponownie sprawował Tomasz Blasius, od 1319 archidiakon praski, który blisko współpracował z Gallusem z Neuhaus.

## Okres ok. 1353–1415

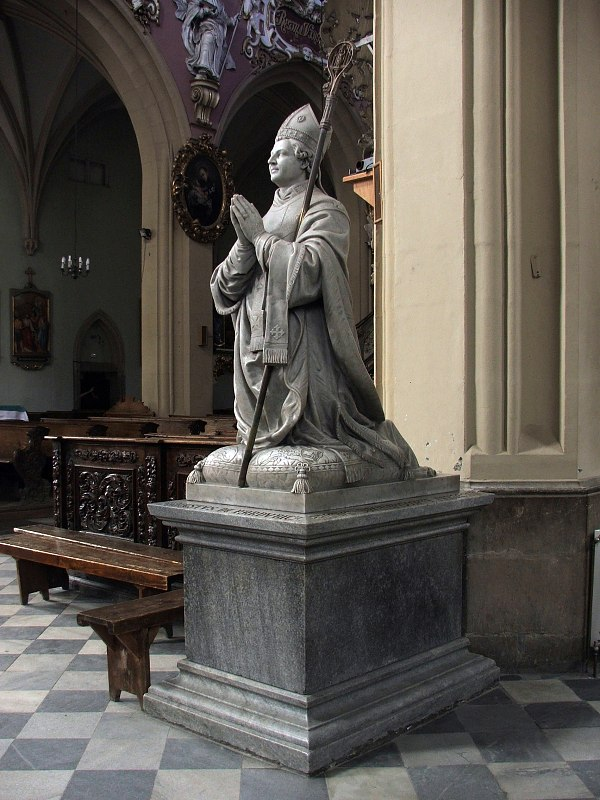
Arcybiskup praski Arnoszt z Pardubic

Po śmierci Gallusa z Neuhaus arcybiskup Pragi Arnoszt z Pardubic, który niedawno (w 1344) doprowadził do wyniesienia swojej diecezji do rangi metropolii, dokonał reorganizacji działalności inkwizycyjnej w Czechach. Najpóźniej w 1355 samodzielnie mianował na jego miejsce trzech duchownych: dziekana kapituły wyszechradzkiej Jana z Padwy (zm. 1358) oraz dwóch dominikanów Leona i Swatobora. Od tego czasu inkwizycję papieską w Czechach definitywnie zastąpiła inkwizycja biskupia podporządkowana metropolicie praskiemu. Początkowo inkwizytorami biskupimi zostawali przeważnie dominikanie, ale nieco później, na przełomie XIV/XV wieku funkcję tę powierzano na ogół któremuś z biskupów pomocniczych. W latach 1370–1372 inkwizytorem biskupim w diecezji ołomunieckiej był augustianin Jan Klenkok, który zasłynął doszukiwaniem się herezji w niemieckim zbiorze praw Sachsenspiegel.
Źródła skąpo informują o działalności antyheretyckiej w Czechach w drugiej połowie XIV wieku. Sprawa oskarżanego o herezję wędrownego kaznodziei Milicza z Kromieryża została rozpoznana przez kurię papieską w Awinionie (1374), a nie przez czeskich inkwizytorów, których papież Grzegorz XI zganił za bierność. Milicz zdołał się oczyścić z zarzutów, ale zmarł w Awinionie krótko po zakończeniu procesu. W latach 80. XIV wieku sporą popularność zdobył uczeń Milicza Mateusz z Janowa, potępiony (wraz z dwoma innymi duchownymi Andrzejem i Jakubem) przez synody w Pradze w 1388 i 1389. Wiadomo także, że w latach 90. XIV wieku Czechy wraz ze wschodnimi i południowymi obszarami Niemiec zostały objęte wielką kampanią inkwizycyjną przeciwko waldensom, którą kierowali dwaj wędrowni inkwizytorzy biskupi Piotr Zwicker OCel i Marcin z Ambergu. W 1395–1396 w Czechach poświadczona jest obecność Marcina z Ambergu.
Idee oksfordzkiego uczonego Jana Wiklefa (zm. 1384), potępione w 1382, zyskały spore poparcie w Czechach. W szczególności wzbudziły duże zainteresowanie wśród profesorów i studentów na uniwersytecie praskim. W połączeniu z popularnością wcześniejszych idei Milicza i Mateusza z Janowa, a także niechęcią rdzennych Czechów do dominujących w ich kraju (w tym wśród duchowieństwa) Niemców, stanowiło to solidną podstawę dla ukształtowania się w Czechach masowego ruchu reformatorskiego. W Pradze od 1394 funkcjonowała tzw. Kaplica Betlejemska, w której wygłaszano kazania po czesku. Od 1402 rektorem Kaplicy Betlejemskiej był Jan Hus, dziekan fakultetu filozoficznego uniwersytetu praskiego, którego kazania, o silnym zabarwieniu antyniemieckim, cieszyły się dużą popularnością. Był on zwolennikiem teorii Wiklefa. Na uniwersytecie praskim doszło wówczas do wytworzenia się dwóch wrogich frakcji, z których jedna sprzyjała ideom Wiklefa, a druga je potępiała, przy czym podział ten pokrywał się zasadniczo z podziałem narodowościowym na Czechów i Niemców. Ówczesny arcybiskup praski Zbyněk Zajíc z Hasenburka (zm. 1411) początkowo sprzyjał Husowi, ale począwszy od 1408 zaczął przeciwstawiać się szerzeniu poglądów Wiklefa. Jednakże polityczne uwarunkowania pozwoliły obozowi czeskich reformatorów zyskać poparcie króla Wacława IV, bowiem arcybiskup pozostał zwolennikiem „rzymskiego” papieża Grzegorza XII, a król przystąpił wówczas do obediencji soboru pizańskiego. Dekret kutnohorski z 1409 pozwolił stronnictwu Husa na zdominowanie uniwersytetu praskiego i spowodował masowy eksodus niemieckich magistrów i studentów. Jan Hus został rektorem uniwersytetu. Około roku 1412 w Czechach istniał już dobrze ukształtowany, radykalny ruch reformatorski pod przywództwem Husa, zasilony także przez prześladowanych przez ostatnie sto lat waldensów. Ruch ten wywołał zaniepokojenie kurii papieskiej. W lipcu 1412 legat antypapieża Jana XXIII kardynał Pietro Stefaneschi obłożył Pragę interdyktem. Dwa lata później tytularny biskup Nezaro Mikołaj został mianowany papieskim inkwizytorem Pragi. Zajął on jednak dość zaskakujące stanowisko, wydając dokument poświadczający prawowierność Jana Husa. Mimo to Hus został wezwany do stawiennictwa przed obradujący od listopada 1414 Sobór w Konstancji. Pomimo uzyskanych od króla niemieckiego Zygmunta Luksemburskiego gwarancji bezpieczeństwa Hus został w Konstancji aresztowany, a następnie skazany przez sąd soborowy na spalenie na stosie jako zwykły heretyk. Wyrok został zatwierdzony przez króla Zygmunta i wykonany 6 lipca 1415. Rok później w Konstancji spalony został także współpracownik Husa Hieronim z Pragi.

## Okres po 1415

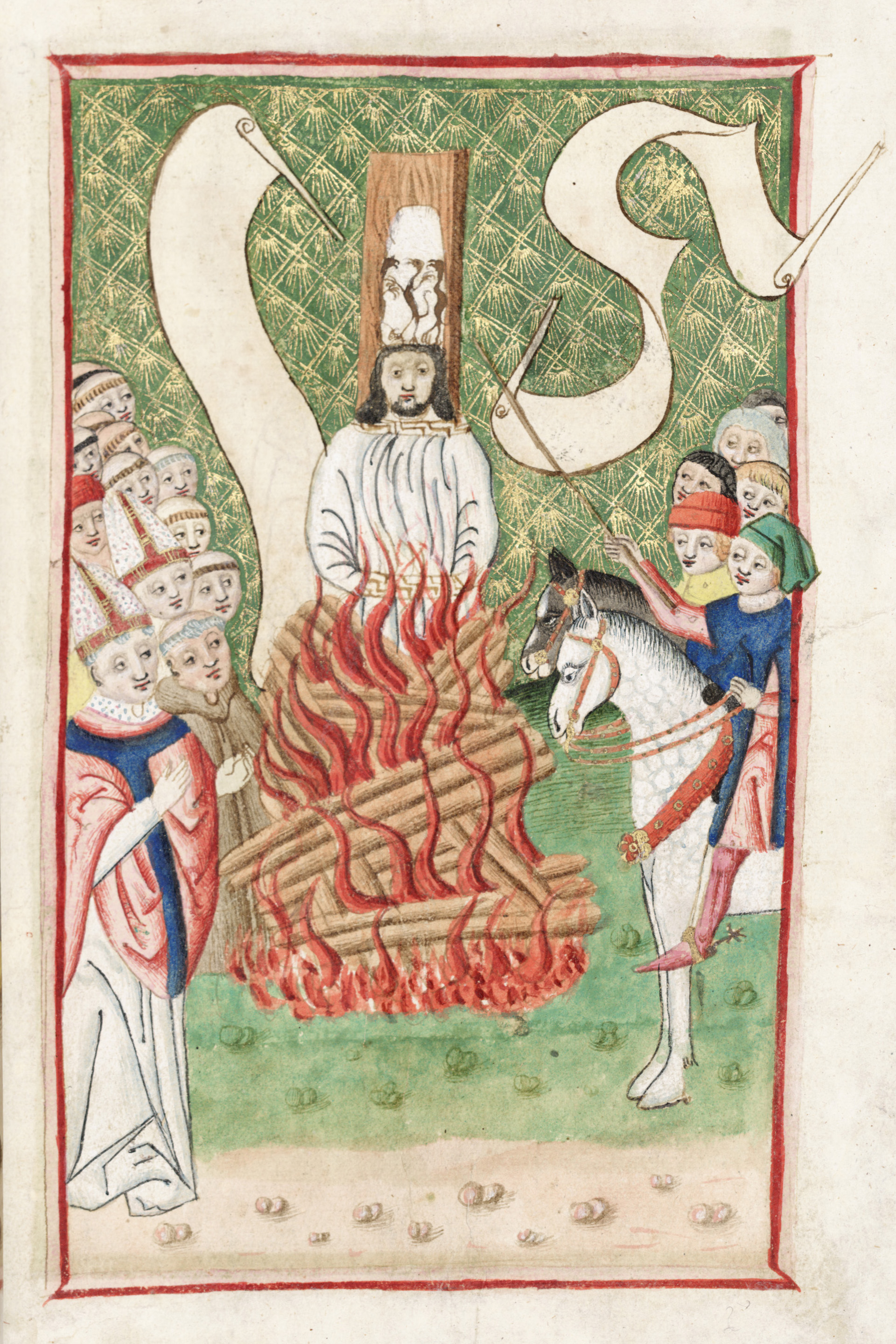
Jan Hus na stosie

Egzekucja Husa wywołała w Czechach powszechne oburzenie. Szlachta czeska wystosowała oficjalny list protestacyjny, a w całym niemal kraju wybuchła spontaniczna rewolta, w wyniku której husyci przejmowali kontrolę nad lokalnymi parafiami, usuwając z nich księży odmawiających udzielania komunii pod dwoma postaciami, co stało się sztandarowym postulatem husytów. Wydarzenia te odbywały się przy całkowitej bierności czeskiego króla Wacława IV. W lipcu 1419 doszło do wybuchło powstanie husyckie, które rozgorzało po śmierci Wacława IV i wstąpieniu na tron Zygmunta Luksemburskiego, współodpowiedzialnego za stracenie Husa. Choć Zygmunt zdołał się koronować w Pradze, ostatecznie powstanie odniosło zwycięstwo i zapoczątkowało trwające kilkanaście lat krucjaty antyhusckie. Zakończyły się one w 1436 kompromisem między katolikami a umiarkowanym skrzydeł husytów (utrakwistami). Zawarte w tym roku kompakty praskie, zatwierdzone przez Sobór w Bazylei, uznawały ortodoksyjność i autonomię kościoła husyckiego w Czechach. Z kompromisu wyłączeni zostali husyccy radykałowie (taboryci), którzy jednak w końcowej fazie wojen husyckich ulegli w znacznym stopniu fizycznej eksterminacji (1434).
Wydarzenia z lat 1415–1419 położyły kres istnieniu urzędu inkwizycyjnego w Czechach. Przez blisko dwie dekady kraj pozostawał w przeważającej mierze pod kontrolą cieszącego się autentycznym i masowym poparciem ruchu husyckiego. Kompromis z 1436 gwarantował husytom swobodę wyznania i kultu. Arcybiskup Pragi Konrád z Vechty już w 1421 przyjął husytyzm, a w 1437 na jego następcę obrano utrakwistę Jana Rokycanę.
Układ z 1436 nie dotyczył jednak sympatyków husytyzmu poza Czechami, których nadal prześladowano jako heretyków, a już wkrótce Kościół katolicki zaczął stopniowo wycofywać się z zawartej ugody. Papiestwo ugody tej zresztą nigdy oficjalnie nie potwierdziło, opierała się ona jedynie na autorytecie Soboru Bazylejskiego. Również arcybiskup Rokycana nigdy nie uzyskał zatwierdzenia od Stolicy Apostolskiej, a w 1451 papież Mikołaj V wysłał do Czech z antyhusycką misją franciszkanina Jana Kapistrana, który od 1426 sprawował w swoim zakonie urząd inkwizytora generalnego. Sytuacja wewnętrzna w Czechach nie sprzyjała jednak przywróceniu inkwizycji, gdyż w 1451 regentem Królestwa Czech został utrakwista Jerzy z Podiebradów. Jan Kapistran musiał ograniczyć swą działalność w Czechach do głoszenia kazań, a na dodatek nie uzyskał zgody na wizytę w Pradze. W 1458 Jerzy z Podiebradów został oficjalnie koronowany na króla Czech.
W 1462 Pius II uznał kompakty praskie za nieważne, a w 1466 jego następca Paweł II ekskomunikował króla Jerzego jako heretyka i wezwał do krucjaty przeciwko niemu. Wezwanie to podjął król węgierski Maciej Korwin, który zgłosił pretensje do tronu czeskiego. W 1461 włoski franciszkanin Gabriele Rangone (1410–1486), wikariusz austriackiej prowincji zakonnej, a późniejszy doradca Macieja Korwina, biskup Siedmiogrodu i Eger oraz kardynał, został mianowany przez Piusa II „inkwizytorem generalnym przeciwko wiklefitom i husytom”. Nie miał on jednak żadnej realnej możliwości wykonywania swej funkcji na terenie Czech. Nawet po śmierci Jerzego z Podiebradów w 1471 wznowienie prześladowań heretyków w Czechach nie było możliwe. Ugoda między katolikami i utrakwistami z Kutnej Hory z 1485, odnowiona w 1512, potwierdziła zasadę wzajemnej tolerancji i swobody kultu. Wprawdzie w 1488 generał zakonu dominikanów Gioacchino Torriani mianował dominikanina Walentego z Brna inkwizytorem Węgier i Czech, ale rezydował on w węgierskim konwencie w Bańskiej Szczawnicy, gdzie był przeorem i nie ma dowodów, by jako inkwizytor kiedykolwiek odwiedził Czechy. Co więcej, już w 1489 został odwołany ze stanowiska.
W 1500 papież Aleksander VI mianował inkwizytorami i nuncjuszami w Czechach i na Morawach niemieckiego dominikanina Heinricha Kramera (zm. 1505), znanego przede wszystkim jako autor Malleus Maleficarum, oraz Jakoba Pamperla (zm. 1509), prepozyta kolegiaty kanoników regularnych w Klosterneuburgu. Jest wątpliwe, czy Pamperl kiedykolwiek odwiedził Czechy, natomiast działalność Kramera najprawdopodobniej polegała jedynie na głoszeniu kazań, uczestnictwie w dysputach z heretykami i pisaniu traktatów polemicznych. Jedno brewe papieskie nakazywało Kramerowi także zbieranie heretyckich ksiąg i odsyłanie ich biskupowi ołomunieckiemu Stanisławowi Thurzo w celu ich spalenia. Nie ma natomiast dowodów na wytaczanie jakichkolwiek procesów sądowych przeciwko czeskim heretykom w tym czasie. Byli oni ostatnimi inkwizytorami w Czechach.

## Papiescy inkwizytorzy w Czechach do połowy XIV wieku
- Bartłomiej z Brna OFM, inkwizytor Czech (mianowany w 1257)
- Lambert Niemiec OFM, inkwizytor Czech (mianowany w 1257)
- Kolda z Koldic OP, inkwizytor Czech (1318–1327)
- Hartmann z Pilzna OFM, inkwizytor Czech (1318–1335)
- Rudolf OP, inkwizytor Czech (1327–1335)
- Gallus z Neuhaus OP, inkwizytor diecezji praskiej (1335–ok. 1353)
- Piotr z Naceradca OFM, inkwizytor diecezji ołomunieckiej (mianowany w 1335)

## Liczba skazanych

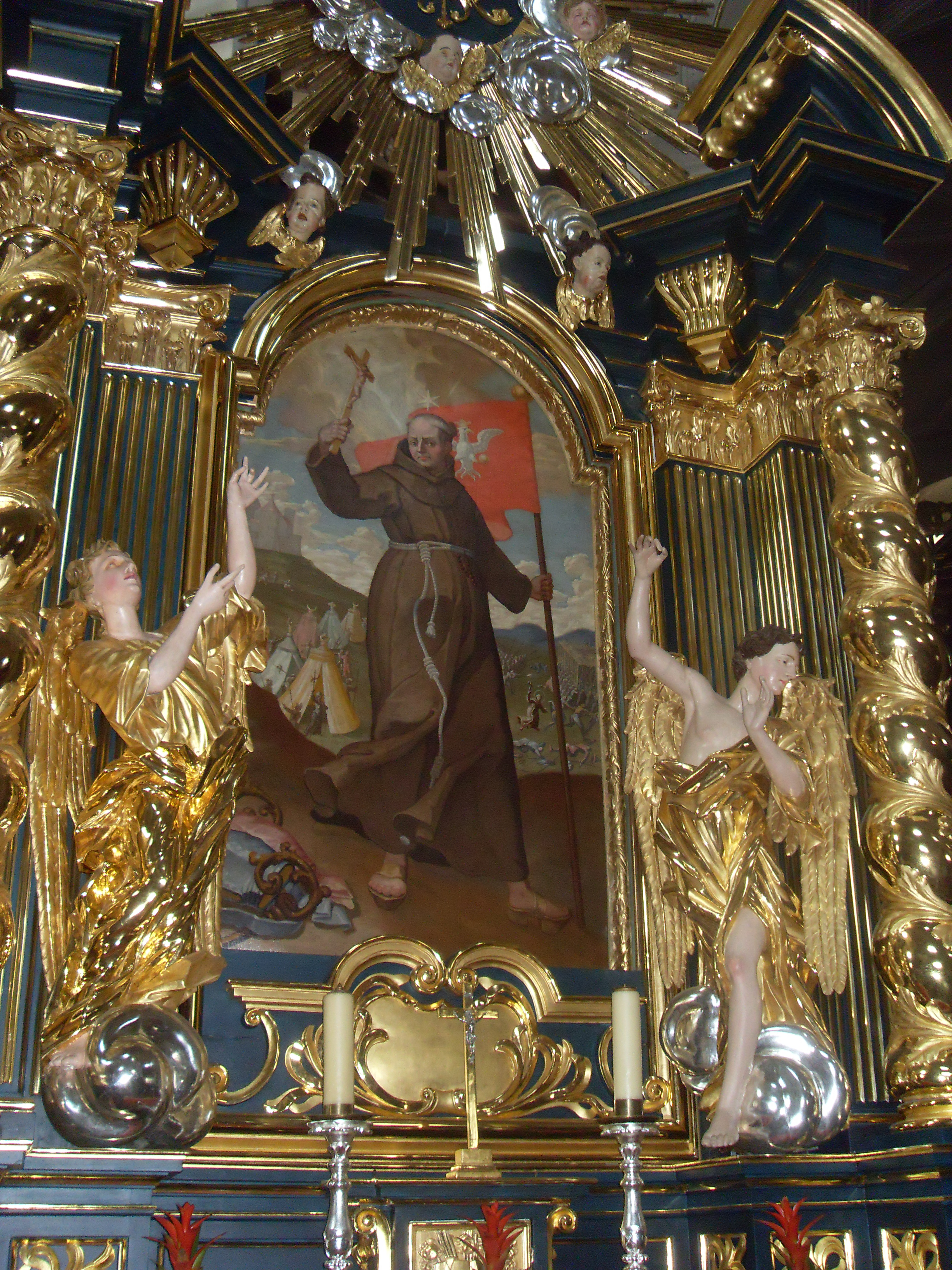
Inkwizytor generalny Jan Kapistran

Dane liczbowe dotyczące działalności inkwizycji w Czechach są, jak wszędzie zresztą, niepełne, jednak na podstawie tych materiałów, które się zachowały, można jednoznacznie stwierdzić, że w XIV wieku należały one do obszarów objętych szczególnie intensywną aktywnością antyheretycką. W związku ze sprawą Rychardyna z Pawii (1315–1318) inkwizytorzy biskupi wydali czternaście wyroków śmierci, które jednak nie zostały wykonane gdyż biskup Jan zwolnił skazańców. Fragmentarycznie zachowane protokoły inkwizytora Gallusa z Neuhaus (1335–1353) dokumentują przesłuchania około 300 osób (w tym ponad 30 świadków) i informują o 14 egzekucjach oraz o jednym przypadku spalenia ekshumowanych zwłok. Na tej podstawie ocenia się, że śledztwa prowadzone przez tego inkwizytora objęły około czterech tysięcy podejrzanych (głównie waldensów), z czego ponad dwustu spalono. Do licznych procesów czeskich waldensów doszło też w ramach wielkiej kampanii przeciw tej sekcie w Europie środkowej u schyłku XIV wieku. W latach ok. 1393–1395 w niemieckiej Turyngii i marchii miśnieńskiej oraz w Czechach i na Morawach pojednano z Kościołem łącznie około tysiąca waldensów.
Jan Kapistran podczas swego pobytu na Morawach w 1451–1452 doprowadził do ponad 11 tysięcy nawróceń na katolicyzm. Były to jednak wyłącznie dobrowolne konwersje pod wpływem jego kazań, a nie rezultat postępowań inkwizycyjnych, do których franciszkanin na terenie Czech nie był uprawniony.